# Sydney Opera House
Das Sydney Opera House (deutsch Opernhaus Sydney) ist eines der markanten und berühmten Gebäude des 20. Jahrhunderts und das Wahrzeichen von Sydney. Es geht auf den Entwurf des dänischen Architekten und Pritzker-Architektur-Preisträgers Jørn Utzon (1918–2008) zurück. Nach einer 14-jährigen Bauzeit wurde es 1973 von Elisabeth II., der damaligen Königin Australiens, eröffnet.
Das Sydney Opera House wurde am 12. Juli 2005 in die Australian National Heritage List und am 28. Juni 2007 in die Liste des UNESCO-Welterbes eingetragen. Dänemark sieht das Opernhaus heute als Bestandteil seines kulturellen Erbes an und hat es in Dänemarks Kulturkanon 2006 aufgenommen.

## Maße

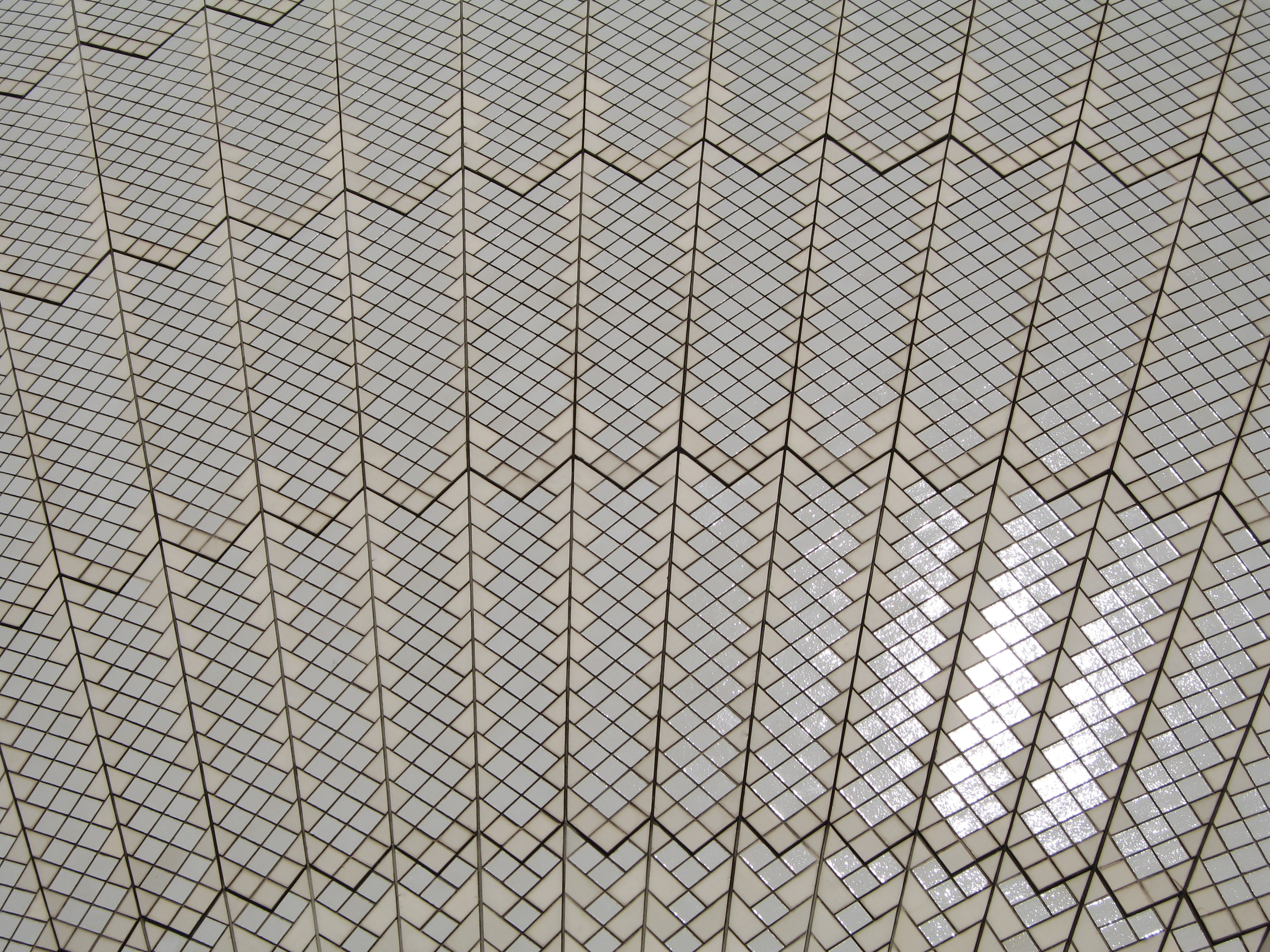
Struktur der Dachfliesen

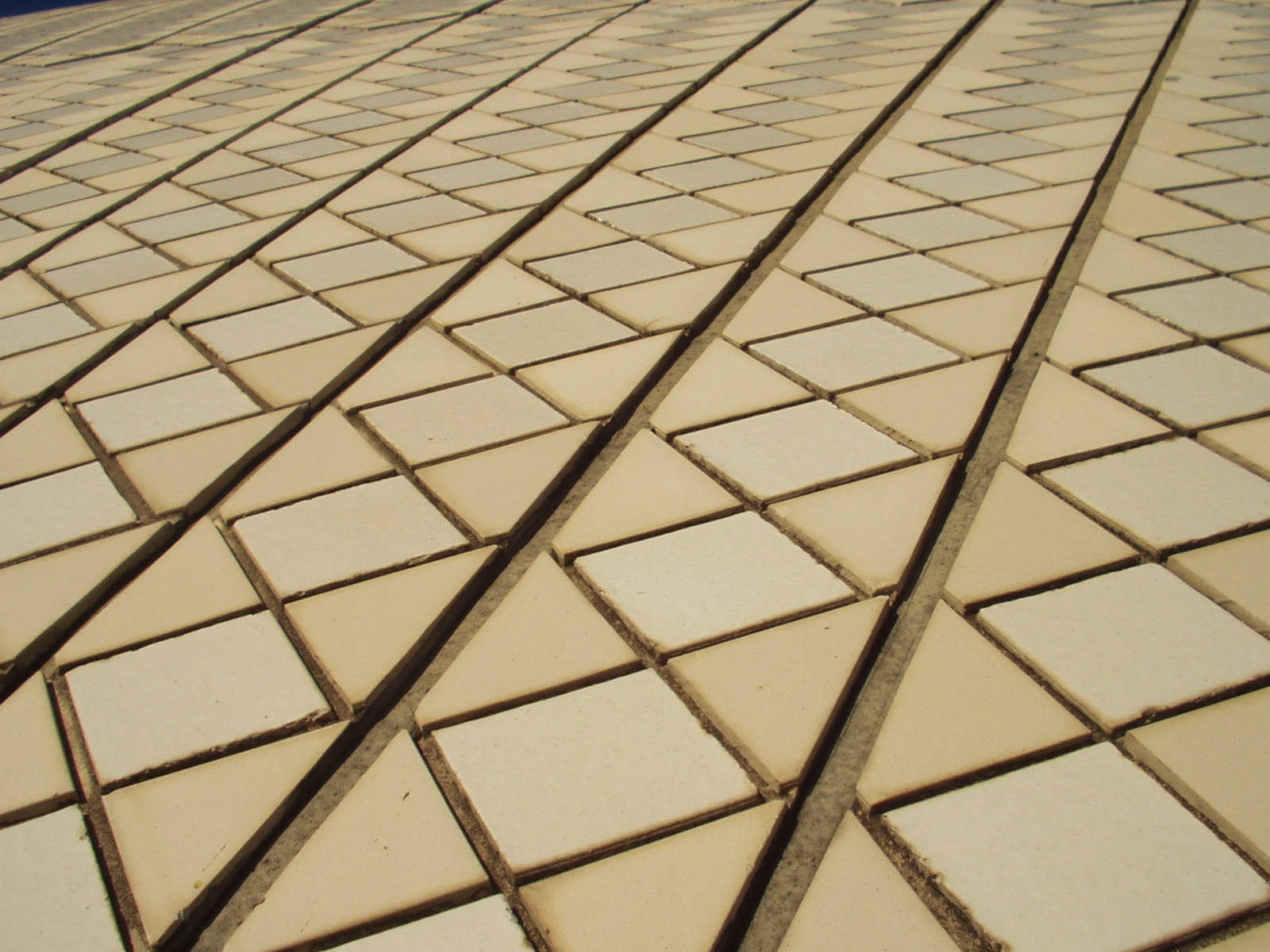
Nahansicht der Oberfläche (Fliesen)

Das Gebäude ist 184 Meter lang, 118 Meter breit und bedeckt eine Fläche von etwa 1,8 Hektar. Sein unverwechselbares Dach ragt 67 Meter hoch auf und ist mit 1,1 Mio. glasierten, weißen, glänzenden Keramikfliesen verkleidet, die aus Schweden importiert wurden. 580 Pfähle, die 25 Meter tief im Boden verankert wurden, tragen das etwa 160.000 Tonnen schwere Bauwerk.

## Innengestaltung
Das Opernhaus enthält fünf Theater mit insgesamt 5541 Sitzplätzen: Die Concert Hall (Konzerthalle) mit 2688 Sitzen, das Joan Sutherland Theatre (Operntheater) mit 1547 Sitzen, das Drama Theatre mit 544 Sitzen, das Playhouse mit 398 Sitzen und das Studio Theatre mit 364 Sitzen. Insgesamt gibt es rund 100 Räume, darunter fünf Probestudios, ein Kino, 60 Umkleideräume, vier Restaurants, sechs Bars und zahlreiche Andenkenläden. Die Stromversorgung wäre ausreichend für eine Stadt mit 25.000 Einwohnern und umfasst 645 Kilometer an elektrischen Kabeln, mit denen unter anderem über 6000 Leuchten mit Strom versorgt werden.

## Entstehung

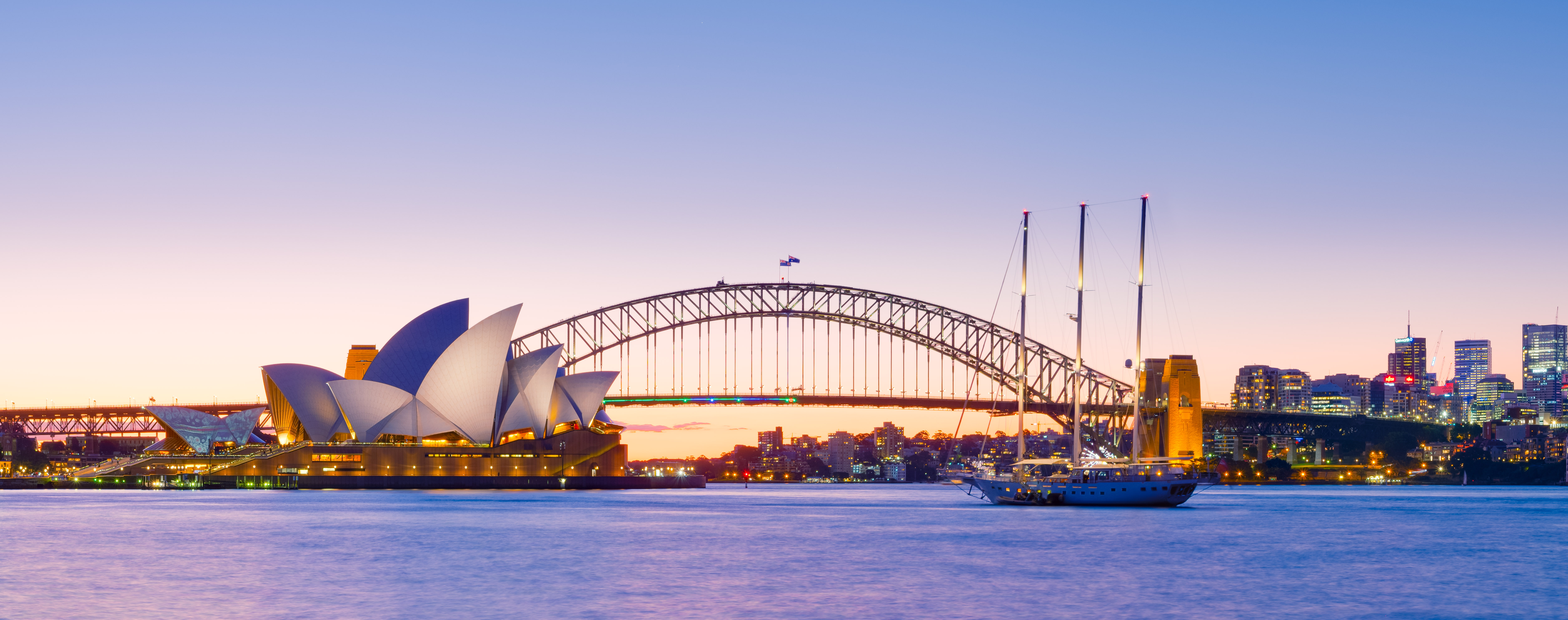
Panorama mit Sydney Opera House

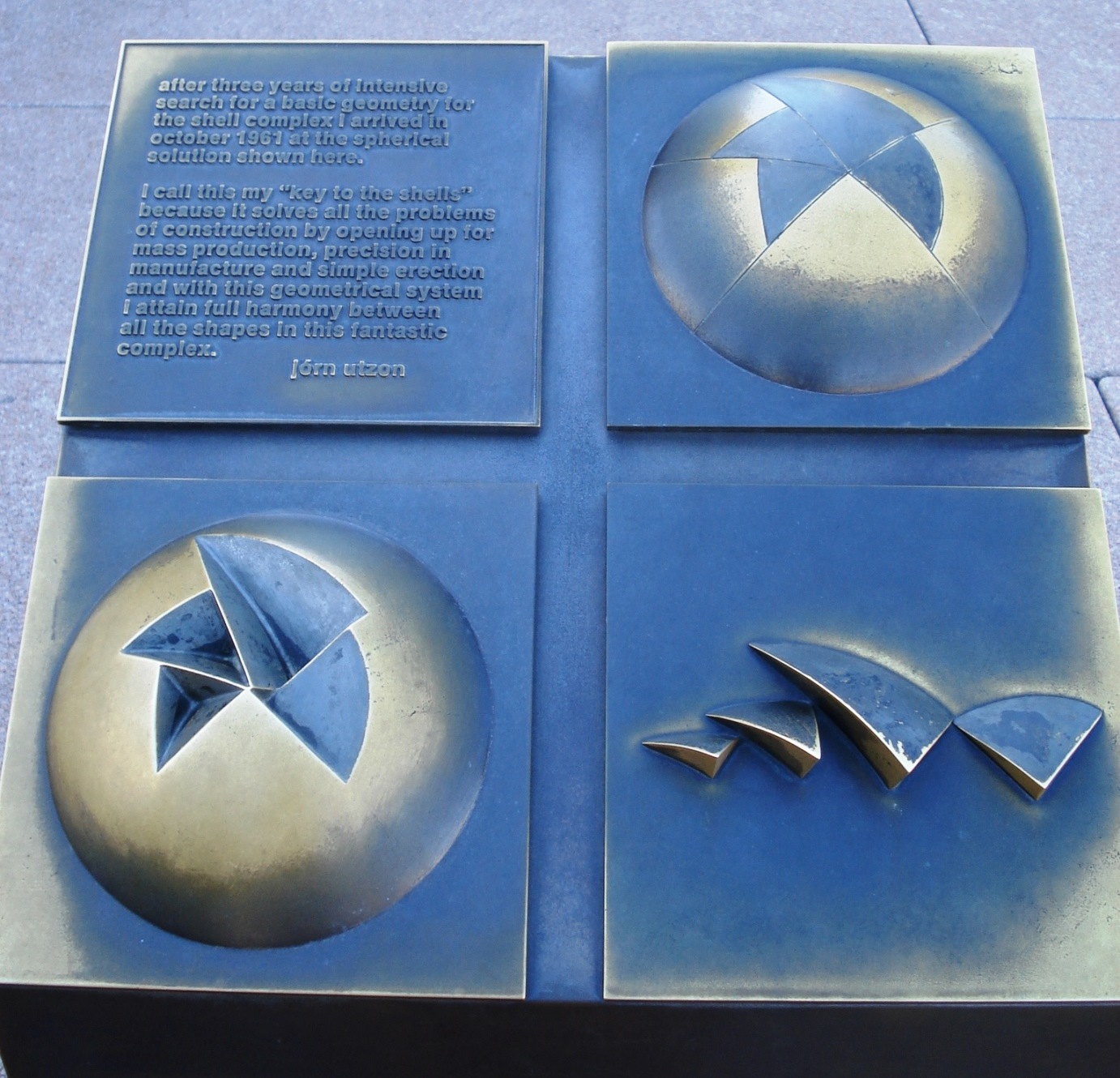
Architektonische Herleitung der Form des Gebäudes – Text zur „Spherical Solution“ von Jørn Utzon (Relief am Gebäude)

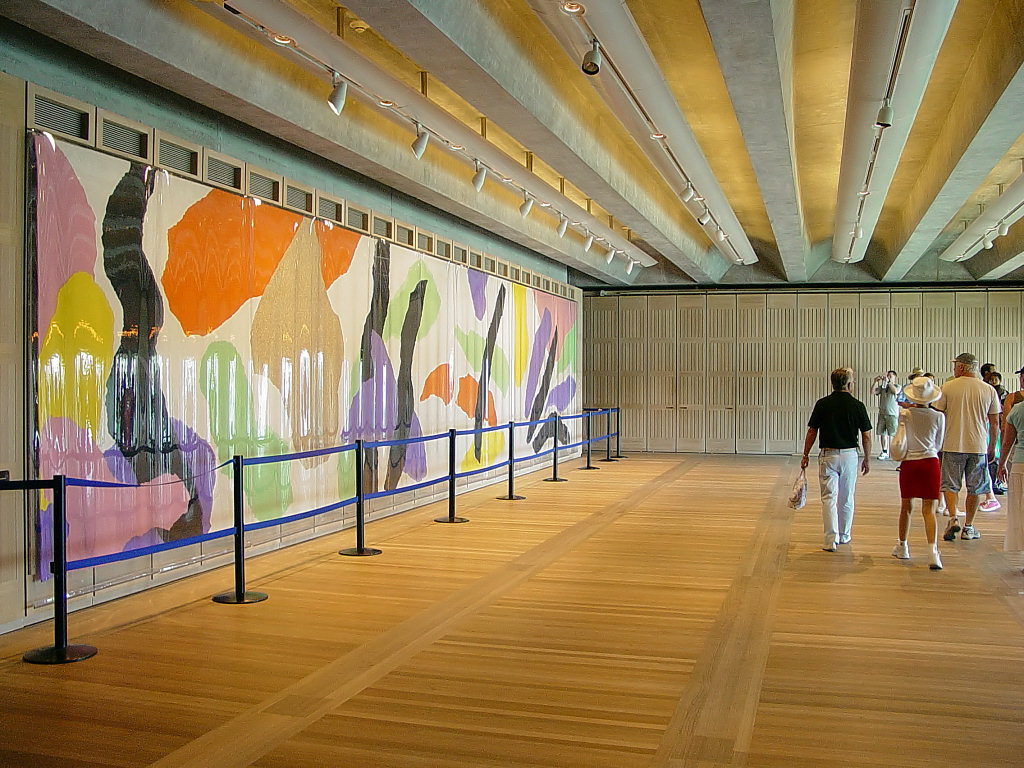
Wandteppich von Utzon

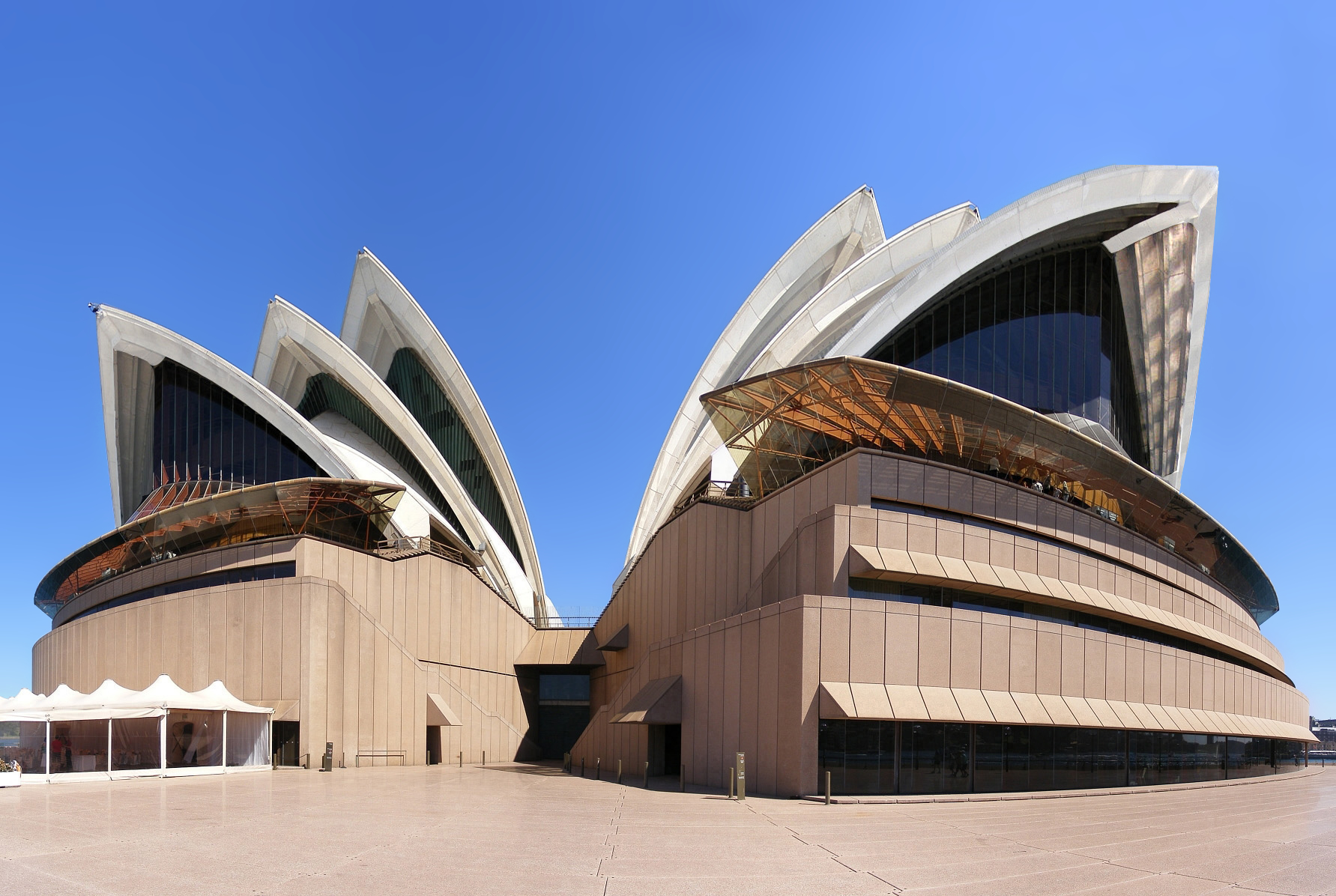
Eingangsseite des Sydney Opera House

Ende der 1940er Jahre reifte in Sydney die Idee heran, dass auch diese Stadt ein Opernhaus haben sollte. Ein repräsentatives Aussehen eines solchen Baues wurde als hilfreich angesehen.
Als Bauplatz hatte man Bennelong Point, eine der Stadt vorgelagerte Halbinsel im Hafen auf der anderen Seite der 1932 fertiggestellten Hafenbrücke ins Auge gefasst. Die nach einem australischen Ureinwohner benannte Lokalität wurde zuletzt als Straßenbahn-Reparaturzentrum verwendet, war aber, nachdem diese Form des öffentlichen Personennahverkehrs gegen den Autoverkehr den Kürzeren gezogen hatte, zum industriellen Brachland verkommen.
Der ursprünglich angesetzte Baupreis wurde um das Fünfzehnfache überzogen, die Fertigstellung konnte nur mit Hilfe einer eigens dafür ins Leben gerufenen Lotterie realisiert werden.
Die internationale Ausschreibung, zu der 233 Vorschläge eingereicht wurden, gewann 1957 der schon damals renommierte dänische Architekt Jørn Utzon, der sich zum ersten Mal außerhalb Dänemarks beteiligte. Eine internationale Jury unter Führung von Eero Saarinen entschied sich für seinen Entwurf, obwohl er streng genommen gegen die Wettbewerbsregeln verstieß, da es sich nur um eine grobe Skizze handelte. Unter anderem wurde ihm auch vom modernistischen österreichisch-australischen Architekten Harry Seidler eine ehrenvolle Erwähnung zuteil.
Ab 1957 erstellten der Ingenieur Ove Arup und seine Partner die statischen Berechnungen; Arup war auch maßgeblich am Gelingen des Projektes beteiligt zusammen mit den Ingenieuren seines Büros (wie Jack Zunz und Peter Rice).
1959 begannen die Bauarbeiten. Die gekrümmten Schalen des Daches bereiteten jedoch große Probleme, da sie nur schwer zu berechnen waren. Oft war architektonisches Neuland zu betreten, und Probleme wurden ad hoc bereinigt. Der Entwurf musste des Öfteren an neue Realitäten angepasst werden. Allein die komplexe Geometrie am Dach wurde in sechs Jahren über zwölfmal neu entworfen. Mit Lochkarten gesteuerte Computer brauchten 18 Monate, um die Krümmungen und die Statik aller Dächer zu berechnen. Es wurden 44 Zeichner damit beschäftigt, um mehr als 1700 Pläne der Dachkonstruktion zu erstellen.
Utzon sollte mit den Bauarbeiten beginnen, bevor sämtliche Kostenanalysen und alle technischen Probleme gelöst waren. Daher waren weder eine genaue Kostenberechnung noch eine Planung der Bauzeit möglich. Dies trug dazu bei, dass die ursprünglich eingeplanten Baukosten von £3,5 Mio. auf über £50 Mio. (100 Mio. australische Dollar) wuchsen und sich der Fertigstellungstermin vom Australia Day (26. Januar) 1963 bis in die zweite Hälfte des Jahres 1973 verzögerte.
Die steigenden Baukosten, aber auch künstlerische Differenzen führten zum Zerwürfnis zwischen der federführenden Regierung des australischen Bundesstaates New South Wales unter dem konservativen Premierminister Robert Askin und dem Architekten. Schließlich wurden Utzon die Gelder gesperrt und er konnte seine Mitarbeiter nicht mehr bezahlen. In der Erwartung, wieder zurückgebeten zu werden, verließ Utzon im Februar 1966 seine Baustelle. Seine völlig überraschende Abreise war der Höhepunkt der in aller Öffentlichkeit ausgetragenen Auseinandersetzung. Utzon setzte nie wieder einen Fuß auf australischen Boden.
Stattdessen wurde eine Gruppe junger australischer Architekten mit der Fertigstellung der Innenräume beauftragt. Utzon war überzeugt, dass die getroffenen Kompromisse das Werk ruinieren würden, und bei der Eröffnung gaben ihm Kritiker und Künstler teilweise Recht. Vor allem die kostengünstige Ausführung größter Teile des Interieurs und die Akustik wurden häufig bemängelt. Zwei Drittel des Orchestergrabens im Opernhaus (Joan Sutherland Theatre) liegen nun unterhalb der Bühne, da diese vom großen Gebäude in das kleinere verlegt wurde.
Am 20. Oktober 1973 wurde das Opernhaus offiziell von Königin Elisabeth II., dem formellen Staatsoberhaupt Australiens, seiner Bestimmung übergeben. Zur Eröffnung wurde Beethovens Neunte mit der Ode An die Freude aufgeführt.
Als ein Zeichen einer späten Wiedergutmachung wurde Jørn Utzon 1999 eingeladen, sich als Berater bei der Renovierung und Neuausstattung der Innenräume zu beteiligen. In seinem dänischen Studio gestaltete er einen Wandteppich für die Innenausstattung eines speziellen Raumes, der 2004 wiedereröffnet wurde. Er widmete den Wandteppich Carl Philipp Emanuel Bach.

## Opernhaus heute

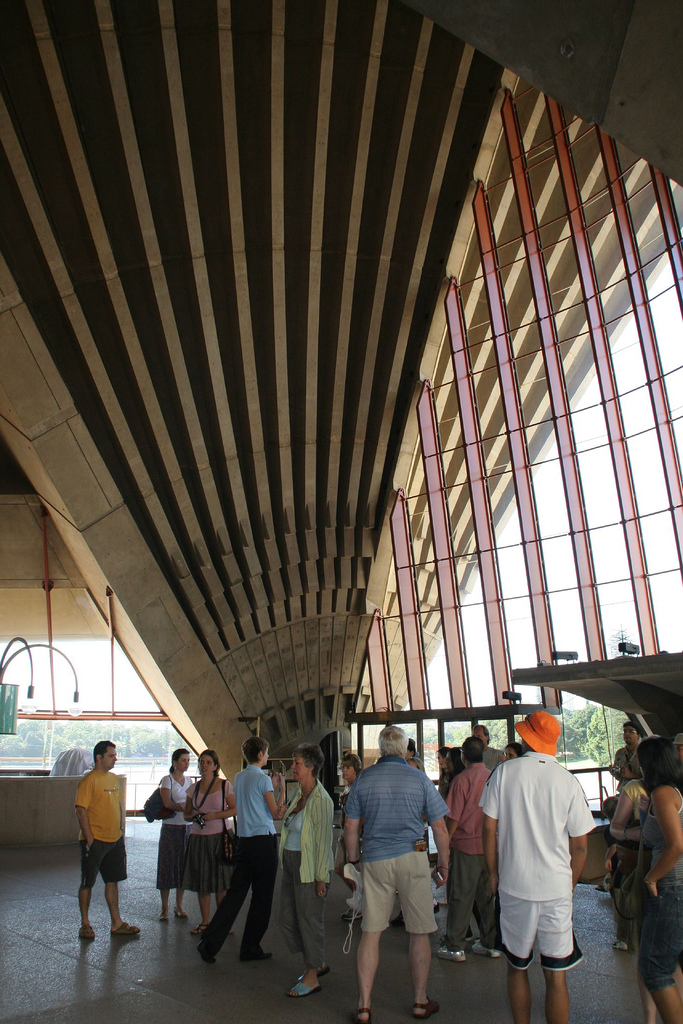
Dachstütze

Heute ist das Opernhaus von Sydney eine der beliebtesten Touristenattraktionen und neben der Sydney Harbour Bridge und zusammen mit dem Uluṟu (Ayers Rock) das Wahrzeichen Australiens. Das Sydney Opera House ist eines der größten Kulturzentren der Welt. Es finden jährlich etwa 2500 Aufführungen und Veranstaltungen mit etwa vier Millionen Besuchern statt.
Im Rahmen des Sydney Festival finden gelegentlich kostenlose Konzerte und andere Veranstaltungen statt. Das Opernhaus wird seit 1978 regelmäßig als Ausstellungsort in die zweijährlich stattfindende Biennale of Sydney einbezogen, einem dreimonatigen, internationalen Ausstellungsfestival.

## Modernisierung
Im Sommer 2016 haben umfangreiche Renovierungs- und Umgestaltungsarbeiten begonnen. Unter anderem ist der Außenbereich nun so gestaltet, dass der Verkehr von den Fußgängern getrennt wird. Außerdem wurden die beiden Hauptsäle saniert. Dafür musste die Concert Hall vom zweiten Halbjahr 2019 bis Juli 2022 geschlossen werden. Die akustischen Eigenschaften der Säle erhielten eine Verbesserung. Davor wurde das Joan Sutherland Theatre von Mai bis Dezember 2017 geschlossen, um die Technik zu modernisieren.

## Die große Orgel
Die große Orgel im Sydney Opera House befindet sich im Konzertsaal und wurde von Ronald Sharp entworfen, der von Mark Fisher, Myk Fairhurst und Raymond Bridge unterstützt wurde.
Sie hat fünf Manuale plus Pedal und ist nach der Orgel in Libau die größte jemals gebaute Orgel mit mechanischer Traktur. Sie hat 130 Register mit 200 Pfeifenreihen und insgesamt 10.244 Pfeifen.
Der Auftrag für den Bau der Orgel wurde 1969, während des Baus des Opernhauses, erteilt. Sie wurde 1979, sechs Jahre nach der Eröffnung des Gebäudes, fertiggestellt. Seitdem wurde die Elektronik auf den neuesten Stand gebracht, einschließlich einer großen Überholung im Jahr 2002. Die klangliche Einrichtung, die 1967 von Sharp entwickelt wurde, ist unverändert geblieben.
Im April 1994 vergab der Sydney Opera House Trust den Auftrag für die laufende Wartung der Orgel an Mark Fisher, einen der ursprünglichen Mitarbeiter von Ronald Sharp.
Zusätzlich zu ihrer mechanischen Traktur kann die Orgel von einem entfernten Spieltisch mittels der elektrischen Traktur gespielt werden. Es ist auch möglich, eine Aufführung oder Passage durch ein eingebautes System aufzuzeichnen und über die elektrische Traktur wiederzugeben. Dies unterstützt Gastorganisten bei der Auswahl der Register. Sie können dadurch z. B. an verschiedenen Stellen im Saal stehen und sich die Ergebnisse anhören. Die Register können vollständig elektronisch gesetzt werden.
| I Rückpositiv C–c4 |        |
| Prinzipal          | 8′     |
| Piffaro            | 8′     |
| Gedackt            | 8′     |
| Quintadena         | 8′     |
| Oktav              | 4′     |
| Nachthorn          | 4′     |
| Rohrflöte          | 4′     |
| Nasat              | 2 ⁄3′  |
| Oktav              | 2′     |
| Spitzflöte         | 2′     |
| Terz               | 1 3⁄5′ |
| Quint              | 1 ⁄3′  |
| Sifflöte           | 1 ⁄3′  |
| Oktav              | 1′     |
| Quint              | 2⁄3′   |
| Oktav              | 1⁄2′   |
| Quint              | 1⁄3′   |
| Oktav              | 1⁄4′   |
| Quint              | 1⁄6′   |
| Oktav              | 1⁄8′   |
| Sesquialtera II    |        |
| Ophicleide         | 16′    |
| Rankett            | 16′    |
| Ophicleide         | 8′     |
| Trompete           | 8′     |
| Dulzian            | 8′     |
| Glocken            | 1′     |
| Tremulant          |        |

| II Hauptwerk C–c4 |        |
| Prinzipal         | 16′    |
| Gedackt           | 16′    |
| Oktav             | 8′     |
| Gamba             | 8′     |
| Querflöte         | 8′     |
| Holzflöte         | 8′     |
| Rohrflöte         | 8′     |
| Quint             | 5 1⁄3′ |
| Grossnasat        | 5 1⁄3′ |
| Oktav             | 4′     |
| Gamba             | 4′     |
| Spitzflöte        | 4′     |
| Grossterz         | 3 1⁄5′ |
| Quint             | 2 ⁄3′  |
| Nasat             | 2 ⁄3′  |
| Oktav             | 2′     |
| Hohlflöte         | 2′     |
| Terz              | 1 3⁄5′ |
| Piffaro IV–VI     |        |
| Terzian II        |        |
| Kornett Mixtur VI |        |
| Mixtur VI         |        |
| Scharff V         |        |
| Zimbel IV         |        |
| Kornett VI        |        |
| Trompete          | 16′    |
| Trompete          | 8′     |
| Trompete          | 4′     |
| Glocken           | 2′     |
| Tremulant         |        |

| III Oberwerk C–c4  |     |
| Holzprinzipal      | 16′ |
| Quintatön          | 16′ |
| Prinzipal          | 8′  |
| Salicional         | 8′  |
| Schwebung          | 8′  |
| Spillflöte         | 8′  |
| Oktav              | 4′  |
| Salicional         | 4′  |
| Waldflöte          | 4′  |
| Querflöte          | 2′  |
| Rauschpfeife II    |     |
| Terzian II         |     |
| Mixtur V–VII       |     |
| Scharff IV         |     |
| Terz Zimbel III    |     |
| Septimen Kornett V |     |
| Kopftrompete       | 16′ |
| Trompete           | 8′  |
| Oboe               | 8′  |
| Vox Humana         | 8′  |
| Schalmei           | 4′  |
| Tremulant          |     |

| IV Brustwerk C–c4    |        |
| Gemshorn             | 8′     |
| Unda Maris           | 8′     |
| Offenflöte           | 8′     |
| Gedackt              | 8′     |
| Prinzipal            | 4′     |
| Quintadena           | 4′     |
| Nasat                | 2 ⁄3′  |
| Flachflöte           | 2′     |
| Terz                 | 1 3⁄5′ |
| Quint                | 1 ⁄3′  |
| Septime              | 1 ⁄7′  |
| Schwiegel            | 1′     |
| None                 | 8⁄9′   |
| Glöckleinton III     |        |
| Scharff II           |        |
| Zimbel I             |        |
| Musette              | 16′    |
| Krummhorn            | 8′     |
| Regal                | 8′     |
| Trompetenregal       | 4′     |
| Glocken              |        |
| Glockenspiel         | 2⁄3′   |
| Glockenspiel Tremolo |        |
| Kuckuckflöte         |        |
| Tremulant            |        |

| V Kronwerk C–c4  |     |
| Kornett VIII–XII |     |
| Trompete         | 16′ |
| Feldtrompete     | 8′  |
| Vox Humana       | 8′  |
| Helltrompete     | 4′  |
| Ophicleide       | 16′ |
| Ophicleide       | 8′  |
| Glocken          | 2′  |
| Tremulant        |     |

| Pedal C–g1       |         |
| Prinzipal        | 32′     |
| Holzprinzipal    | 16′     |
| Oktav            | 16′     |
| Violonbass       | 16′     |
| Subbass          | 16′     |
| Rohrquint        | 10 2⁄3′ |
| Oktav            | 8′      |
| Violon           | 8′      |
| Gedackt          | 8′      |
| Grossterz        | 6 2⁄5′  |
| Quint            | 5 1⁄3′  |
| Oktav            | 4′      |
| Blockflöte       | 4′      |
| Terz             | 3 1⁄5′  |
| Quint            | 2 ⁄3′   |
| Septime          | 2 ⁄7′   |
| Nachthorn        | 2′      |
| Bauernflöte      | 1′      |
| Rauschpfeife III |         |
| Mixtur V         |         |
| Scharff VII      |         |
| Posaune          | 32′     |
| Posaune          | 16′     |
| Fagott           | 16′     |
| Trompete         | 8′      |
| Dulzian          | 8′      |
| Trompete         | 4′      |
| Singend Kornett  | 2′      |
| Glocken          | 2′+4′   |
| Tremulant        |         |

- Koppeln:
  - mechanische Registerzüge: IV/III, I/P, II/P, III/P, IV/P
  - elektrische Registerzüge: I/II, III/I, III/II, IV/II, V/I, V/II, V/P, V/P 4′
  - elektrische Registerwippen: I/I 4′, I/I 16′, I/II 4′, I/II 16′, III/I 4′, III/I 16′, III/III 4′, III/III 16′, IV/IV 4′, IV/IV 16′, V/I 4′, V/I 16′, V/V 4′, V/V 16′, II/P

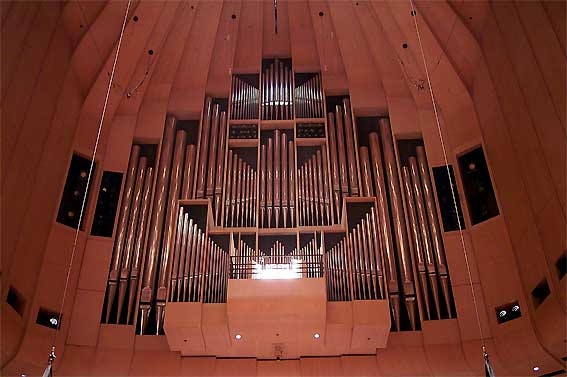
Die große Orgel
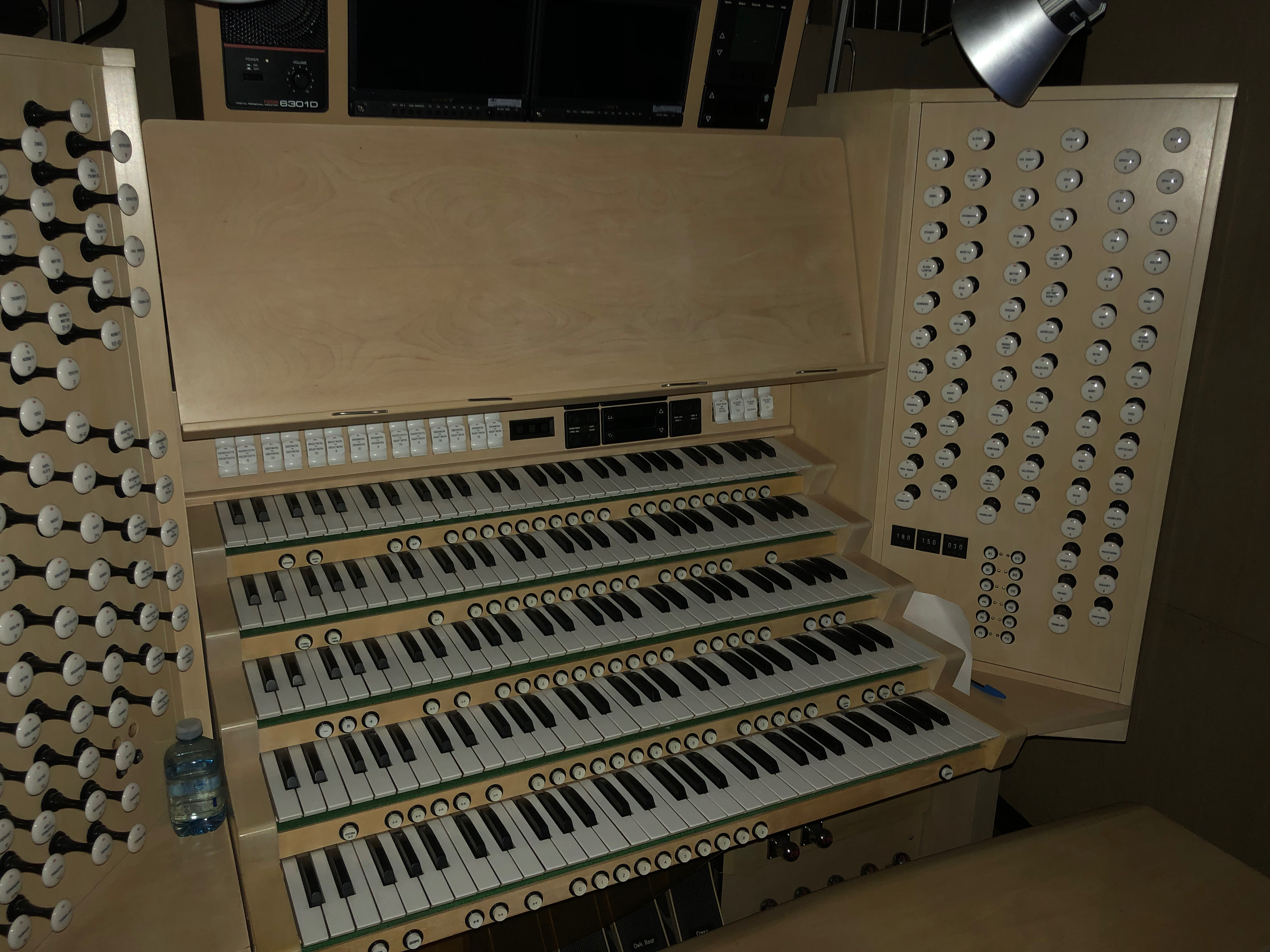
Klaviaturen und Registerzüge am Spieltisch der großen Orgel
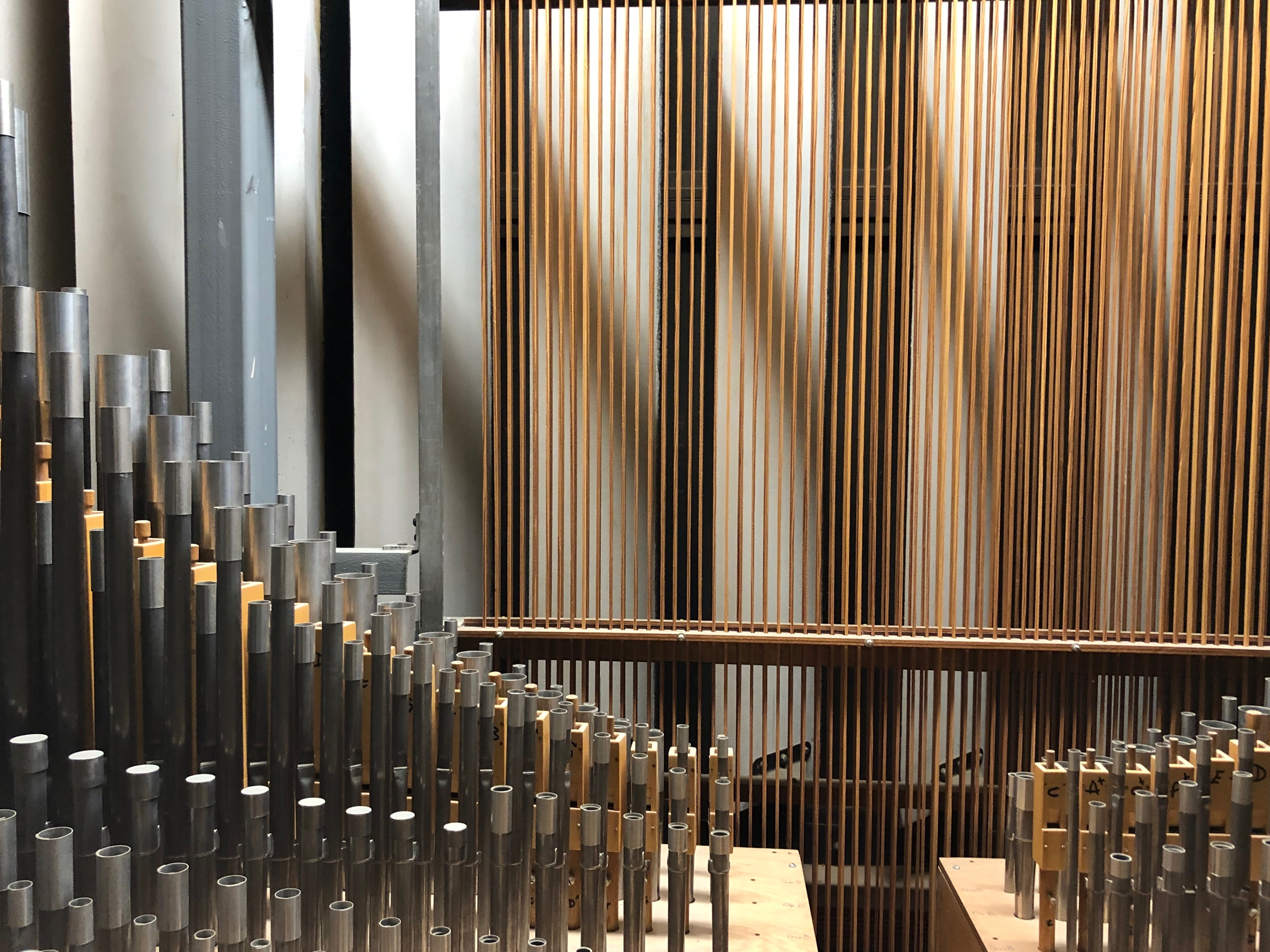
Metallpfeifen und hölzerne Abstrakten, dahinter der Schwellkasten des Oberwerks
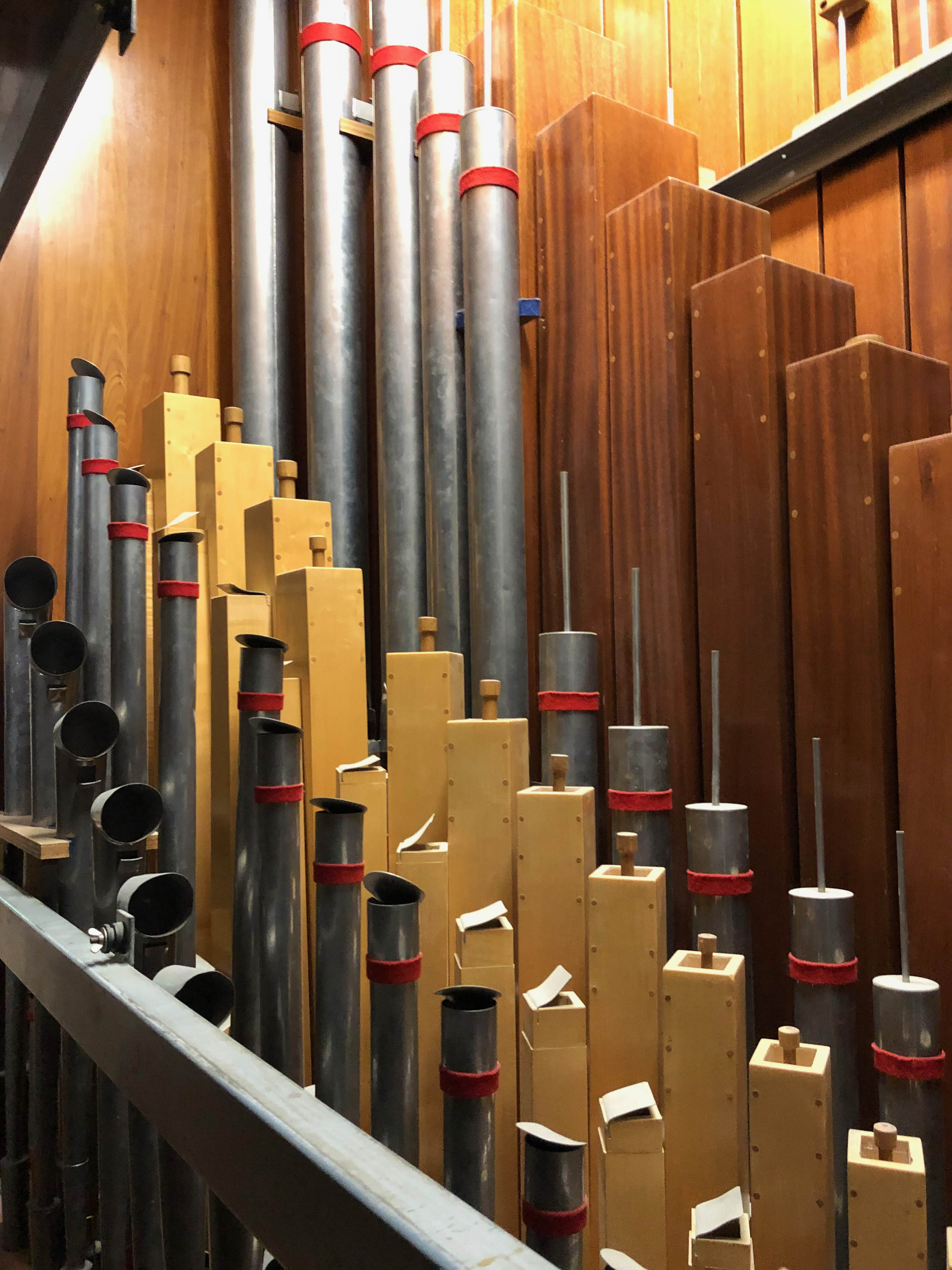
Sechs Pfeifenreihen, alle mit unterschiedlichen Stimmvorrichtungen

## Filme
- Das Opernhaus von Sydney, Australien. Dokumentation, Deutschland, 14, 2008, S. 17 Min., Buch und Regie: Werner Meyer, Produktion: SWR, Reihe: Schätze der Welt, Filmtext & Video.
- Sydneys Opernhaus. Wahrzeichen eines unbekannten Stararchitekten. (OT: Skyer: Jørn Utzon.) Dokumentarfilm, Dänemark, 1994, 51 Min., Buch und Regie: Pi Michael, Produktion: Fakta, deutschsprachige Erstsendung: 20. Oktober 2013 bei SRF 1, Reihe: Sternstunde Kunst, Inhaltsangabe von SRF1, Filmdaten von WorldCat.